# Пипи Дуга Чарапа
Пипи Дуга Чарапа (пуно име Пипилоти Виктуали Рулгардини Крусмјанти Ефраимсдотер Лунгструмп, оригинално име на шведском језику Pippilotta Viktualia Rullgardina Krusmynta Efraimsdotter Långstrump) једна је од најпознатијих књижевних личности шведског писца Астрид Линдгрен. Књиге o Пипи Дугој Чарапи преведене су на 92 различита језика.
Пипи је необична девојчица. Посебно 1940-их, када су издане књиге, могла се сматрати контроверзном: она је најјача на свету, има пеге на лицу и њене риђе плетенице јој стоје равно на глави, неваспитана је и нема животног искуства. Одрасла је без родитеља и живи у кући званој Вила Вилекула, заједно са њеним тачкастим коњем Малим Пријатељем (швед. Lilla Gubbe) и њеним мајмуном звани Господин Нилсон (швед. Herr Nilsson). Њена мајка је на небу, а њен отац Ефраим Дуга Чарапа је краљ црнаца на пацифичком острву Курекуредутон (швед. Kurrekurreduttön). Она поседује кофер пун златника.

## Историја
У зиму 1941. седмогодишња ћерка Астриде Линдгрен боловала је од упале плућа и тражила је од своје мајке да јој прича причу о Пипи Дугој Чарапи. Линдгрен је почела причати приче које су одушевиле Карин и њене пријатеље. У марту 1944. године када је Линдгрен уганула ногу и због тога морала мировати, почела је да записује приче о Пипи. Ћерка Карин је за свој 10. рођендан у мају 1944 добила низ прича на поклон.
Након што ју је издавачка кућа Бониерс ферлаг (швед. Bonniers förlag одбила, књигу о Пипи Дугој Чарапи издаје Рабен & Сјогрен (швед. Rabén & Sjögren) у новембру 1945. године. Пратила су је још два романа и бројне приче и сликовнице.

## Ликови
- Пипи Дуга Чарапа, главни лик - најјача девојчица на свету. Толико је јака да може да подигне свог коња Малог Пријатеља.
- Томи и Аника Сетергрен, брат и сестра, Пипине комшије и најбољи пријатељи. Они су, за разлику од Пипи, послушнији и уредни. Они покушавају да успоставе равнотежу између жеља њихових родитеља, Пипиних и својих сопствених.
- Господин Нилсон, Пипин мајмун.
- Мали Пријатељ, Пипин коњ. Живи у Пипиној кухињи и воли шећер. Карактеристика Малог Пријатеља је он пун црних тачака (пегаст је као Пипи).
- Госпођа Прузелиус, самопроглашени морални чувар, која непрестано долази у сукоб са Пипи. Она је помало свезналица која има добре односе са градском влашћу, као и са становницима, и то је веома битно да би деци било лепо.
- Клинг и Кланг, два некомпетентна полицајца којима никако не успева да ухвате Пипи и да је пошаљу у сиротиште. Клинг је виши а Кланг нижи од њих двоје. Клинг себе доживљава као паметнијим од њих двоје.
- Дундер-Карлсон и Блум, лопови који настоје да украду Пипин кофер са златницима.
- Капетан Ефрајм Чарапа, Пипин отац, капетан брода Хопетоса и краљ црнаца на измишљеном острву Курекуредутон у јужном мору. Он је Пипин идол. Она га представља као „Мој отац, бивши мора ужас, сада краљ црнаца, Ефрајм Чарапа“. У новијим књигама се замењује „краљ црнаца“ у „владара Курекуредутерна“. Капетан Чарапа би да посећује своју ћерку чешће, али нема времена и могућности. Он је скоро једнако јак као Пипи.
- Господин и госпођа Сетерен, Томијеви и Аникини родитељи, који покушавају да васпитају своју децу најбоље што могу, а истовремено се труде најбоље могуће да воле њиховог шареног пријатеља Пипи.